# 帕特里克·皮尔斯
帕特里克·亨利·皮尔斯（英語：Patrick Henry Pearse，也作；1879年11月10日—1916年5月3日），爱尔兰的教师、律师、诗人、作家、民族主义者与政治家，1916年复活节起义的领导人之一。

## 生平
他在一份起义领导人发布的公告上被宣称为爱尔兰共和国的“临时政府总统”，但这个任命在当时及之后在起义的参與者中有争议。在起义失败，皮尔斯被处决后，与他的兄弟和其他14名领导人被许多人视作该次起义的象征。